# Campionato italiano 2017-2018 (hockey su pista femminile)
Il Campionato italiano 2017-2018 è stata la 25ª edizione del campionato italiano femminile di hockey su pista. La competizione è iniziata il 20 maggio e si è conclusa il 24 giugno 2018.
Il torneo fu vinto dal Matera per la seconda volta nella sua storia.

## Squadre partecipanti
| Club           | Stagione | Città  | Impianto      | Stagione precedente |
| -------------- | -------- | ------ | ------------- | ------------------- |
| Matera         | dettagli | Matera | PalaSassi     |                     |
| Skating Pesaro | dettagli | Pesaro | PalaCampanara |                     |

## Risultati
| Matera 20 maggio 2018, ore 16:00 CEST Finale di andata | Matera | 4 – 0 | Skating Pesaro | PalaSassi |

| Pesaro 24 giugno 2018, ore 18:00 CEST Finale di ritrono | Skating Pesaro    | 2 – 9 | Matera | Pista di Borgo Santa Maria\| Arbitro: \| Moresco (Vicenza) \| |
| Arbitro:                                                | Moresco (Vicenza) |       |        |                                                               |

## Verdetti
| Verdetto                    | Club               |
| --------------------------- | ------------------ |
| Campione d'Italia 2017-2018 | Matera (2º titolo) |